# Symphurus insularis
Symphurus insularis is een straalvinnige vissensoort uit de familie van hondstongen (Cynoglossidae). De wetenschappelijke naam van de soort is voor het eerst geldig gepubliceerd in 2000 door Munroe, Brito & Hernández.